# Francesco Ciceri
Francesco Ciceri (ur. 19 lipca 1848 w Vill’Albese, zm. 2 lipca 1924) – włoski duchowny katolicki, biskup Pawii w latach 1901 – 1924.

## Życiorys
Święcenia kapłańskie otrzymał 27 grudnia 1870 roku. 15 kwietnia 1901 roku papież Leon XIII mianował go biskupem ordynariuszem Pawii. Sakrę otrzymał 25 września tegoż roku z rąk arcybiskupa Agostino Gaetano Riboldi. Zmarł 2 lipca 1924 roku. 